# The Crow: City of Angels (videojuego)
The Crow: City of Angels es un acción videojuego de 1997 para Sega Saturn, PlayStation y Microsoft Windows. Está basado libremente en la película del mismo título. El jugador asume el papel del héroe de la película, Ashe Corven. El juego fue desarrollado por Gray Matter, cuyo juego anterior era Perfect Weapon, que The Crow: City of Angels se parece mucho en su mecánica básica. Fue recibido con críticas negativas.

## Jugabilidad
El estilo de juego es similar al tradicional beat 'em up de desplazamiento lateral en seis direcciones, visto desde una perspectiva isométrica. Todos los objetos y personajes son modelos poligonales 3D, impuestos sobre fondos 2D prerenderizados. El juego es prácticamente idéntico en las tres plataformas para las que fue lanzado, la principal diferencia entre ellas es que la versión para PC tiene fondos renderizados en 2D más nítidos, debido a su mayor resolución de pantalla.
El método principal de la protagonista Ashe para luchar contra los enemigos es el combate cuerpo a cuerpo, que consiste en golpes y patadas básicos. También tiene la capacidad de realizar movimientos más acrobáticos usando varias combinaciones de botones. En el camino se pueden encontrar diversas armas, entre ellas cuchillos, botellas, pistolas y escopetas. Además de su uso normal, todas las armas se pueden lanzar a los enemigos para causar daño. Durante el transcurso del juego, Ashe se encuentra con varios jefes (los principales villanos de la película).

## Trama
El juego sigue la misma trama de la película en la que se basa: el mecánico Ashe Corven y su hijo Danny son brutalmente asesinados por una pandilla. Resucitado por un cuervo y adquiriendo poderes sobrenaturales con la ayuda de la artista y nueva amiga Sarah, Ashe ahora busca venganza contra sus asesinos, incluidos "la perra mortal ninjitsu" Kali y el rey de la droga Judah.

## Desarrollo
Acclaim originalmente planeó que el juego se lanzara a principios del cuarto trimestre de 1996, para coincidir con el estreno en agosto de la película en la que se basa.
Todos los personajes del juego fueron animados con la tecnología captura de movimiento de Acclaim. El juego contiene un tributo a Brandon Lee, si el jugador termina el juego en menos de 50 minutos y presiona el botón Triángulo. En la pantalla de créditos, un cuervo volará hacia la pantalla y luego se transformará en una imagen de Brandon.

## Recepción
The Crow: City of Angels fue criticado casi universalmente tras su lanzamiento. La versión de PlayStation tiene una puntuación GameRankings del 23.5% según cuatro reseñas. Los críticos elogiaron ampliamente los fondos renderizados en 3D y coincidieron en que eran tecnológicamente de vanguardia y le daban al juego una atmósfera inquietante y de mal humor. Sin embargo, la estima por las imágenes fue superada por las críticas a los controles, que, según los críticos, sufrían de una capacidad de respuesta retrasada y dificultaban que el personaje del jugador mirara en la dirección deseada. La mayoría descubrió que el cambio frecuente de los ángulos fijos de la cámara y la mala detección de colisiones se sumó a la confusión y frustración del juego básico. Algunos críticos también sintieron que el género beat 'em up en su conjunto estaba demasiado limitado para los estándares de la generación de juegos actual. Jeff Kitts de GameSpot  explicó: "No hay objetivos, tareas o misiones que completar; simplemente camina y golpea a los malos. Muy divertido (nota el sarcasmo)".
Los clips de voz, aunque se consideraron un problema menor, fueron generalmente ridiculizados por presentar diálogos débiles, actuaciones mediocres, producción de mala calidad y una selección limitada de clips (lo que lleva a que múltiples enemigos repitan las mismas líneas). Colin Williamson comentó en PC Gamer US que los clips "suenan como si hubieran sido grabados por programadores gritando un micrófono Radio Shack de cinco dólares".
Según Scary Larry de GamePro, "Este juego oscuro y de mal humor puede atraer a ciertos Gen Xers que buscan un juego violento de ritmo lento. El resto de nosotros, sin embargo, vamos a "Te desanimarás por los movimientos incómodos y entrecortados de los sprites, la jugabilidad estúpida y los gráficos horribles". Lee Nutter de Sega Saturn Magazine' dijo que "no es un mal juego para los estándares habituales de Acclaim, pero ciertamente no es una compra inteligente". Williamson lo llamó "el peor juego de lucha con licencia de película desde Expect No Mercy". Un crítico de Game Revolution continuó diciendo: "The Crow: City of Angels es uno de los peores títulos que he visto en mi vida. Evita todo contacto con este juego". IGN calificó el juego con 1.0 sobre 10, su puntuación más baja posible. Un crítico de Next Generation dijo que los problemas del juego eran tan grandes que parecía estar lejos del final de su ciclo de desarrollo.
Electronic Gaming Monthly nombró a The Crow: City of Angels como la peor película para un juego y la peor introducción en su Guía del comprador de videojuegos de 1998. Reconocieron que la cinemática de apertura tenía algunos efectos gráficos interesantes, pero dijeron que el diálogo involuntariamente humorístico, la mala sincronización de labios y la animación incómoda y exagerada eran suficientes para merecer el título de "peor". Fue incluido entre los 100 peores juegos de todos los tiempos por GamesRadar en 2014.